# Емоџи
Емоџи идеограм је који се користи на веб-страницама или у текстуалним порукама. Емоџији могу приказивати разне ствари међу којима су смајлији, људи, животиње, храна, активности, догађаји, објекти итд. За разлику од емотикона који је сачињен од знакова интерпункције, емоџи је слика који истог приказује реалнијег изгледа и у боји.
Емоџији су се први пут појавили у Јапану 1997. године, а широку популарност стекли су током 2010-их брзим развојем мобилних телефона. Тада су емоџији могли да се шаљу путем текстуалних порука. Оксфордов речник је 2015. године „емоџи који плаче од смеха” (😂) изабрао за реч године.